# Route nationale 4 (Madagascar)
Pour les articles homonymes, voir Route nationale 4.
La route nationale 4, ou N 4, est une route nationale de Madagascar, reliant Antananarivo à Mahajanga.

## Description
La route nationale 4 part de la capitale Antananarivo, traverse Ankazobe et Maevatanana et se termine à  Mahajanga, une ville portuaire de la côte nord-ouest.
Sur son parcours elle passe par deux ponts importants : le pont de Betsiboka et le pont de la Kamoro.

## Parcours
Du sud au nord:
- Antananarivo
- Ampanotokana (croisement de la RN 36)
- Andranovelona (Centrale hydroélectrique)
- Ankazobe
- Ankazosary
- Andranofeno
- Manerinerina
- Ankarambe
- Mahatsinjo
- Andrioa
- Antanimbary
- Andranobevava
- Beanana
- Maevatanana
- Andramy
- Pont de Betsiboka
- Ambalanjanakomby
- Maromalandy
- Andranomamy
- Pont de la Kamoro (de)
- Ambondromamy - (croisement des N 6 et 33b)
- Parc national d'Ankarafantsika
- Mahajanga

## Vues de la N4

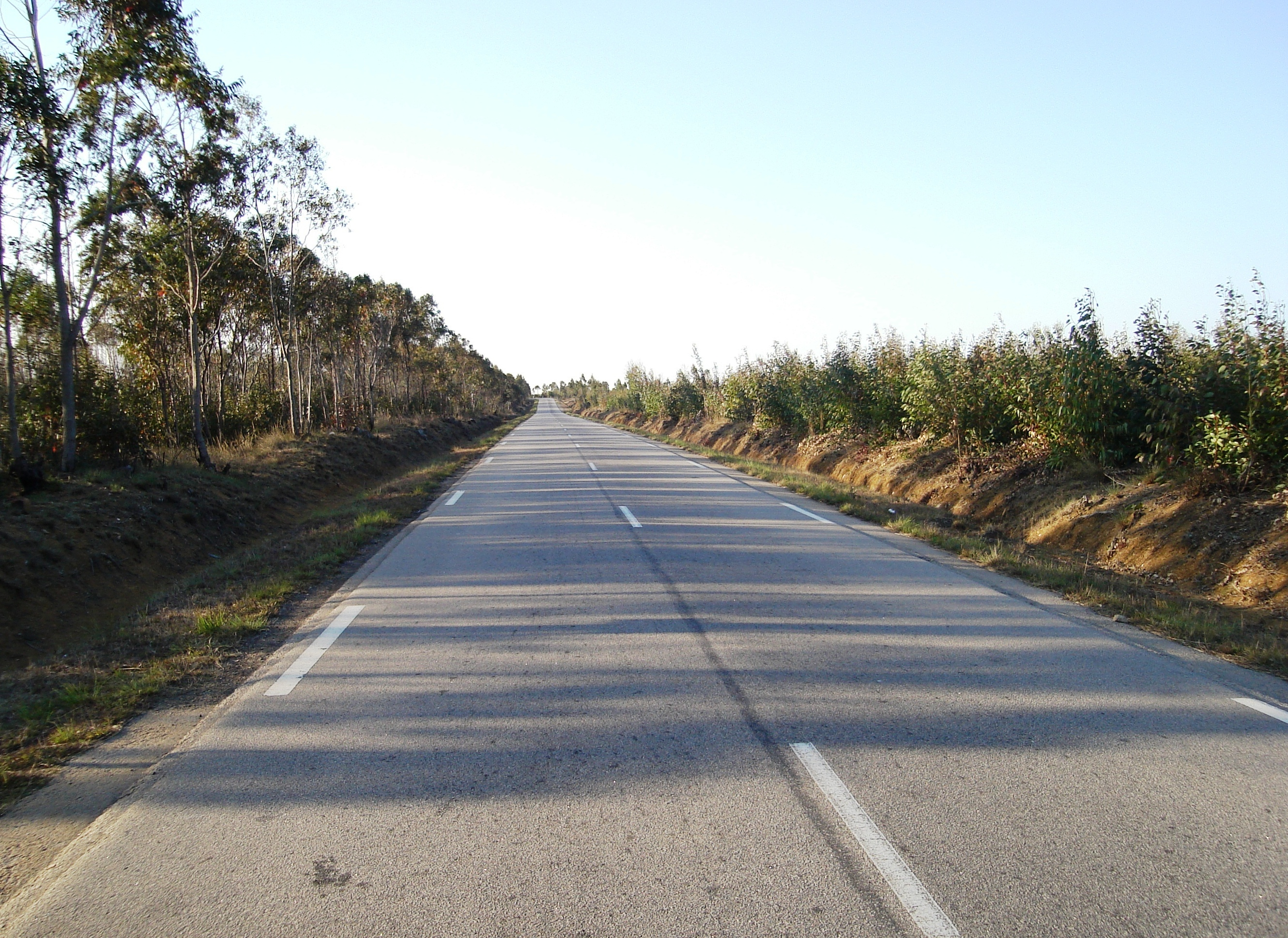
La N4 sur le plateau d'Ankazobe.
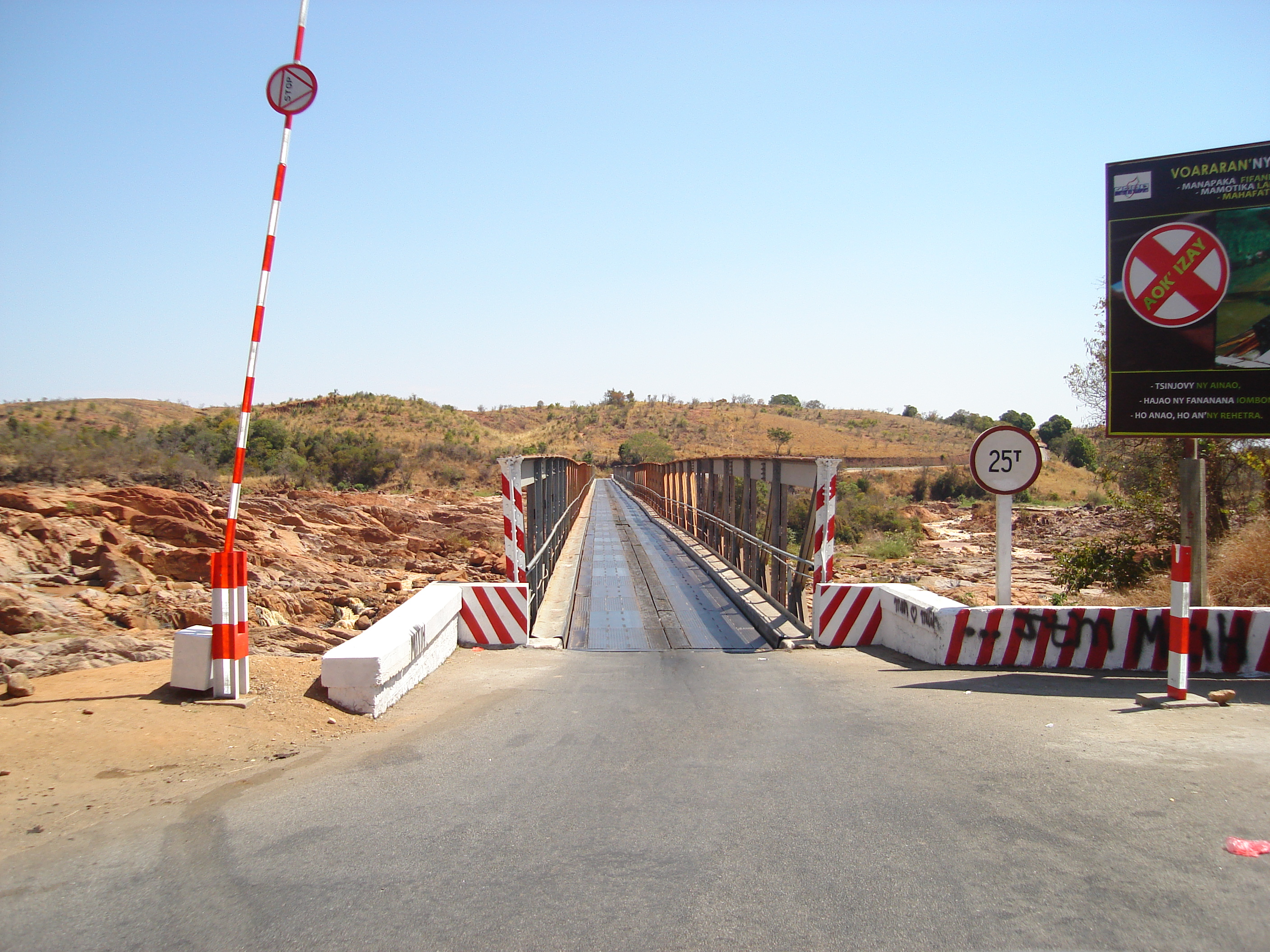
La N4 sur le pont de la Betsiboka.
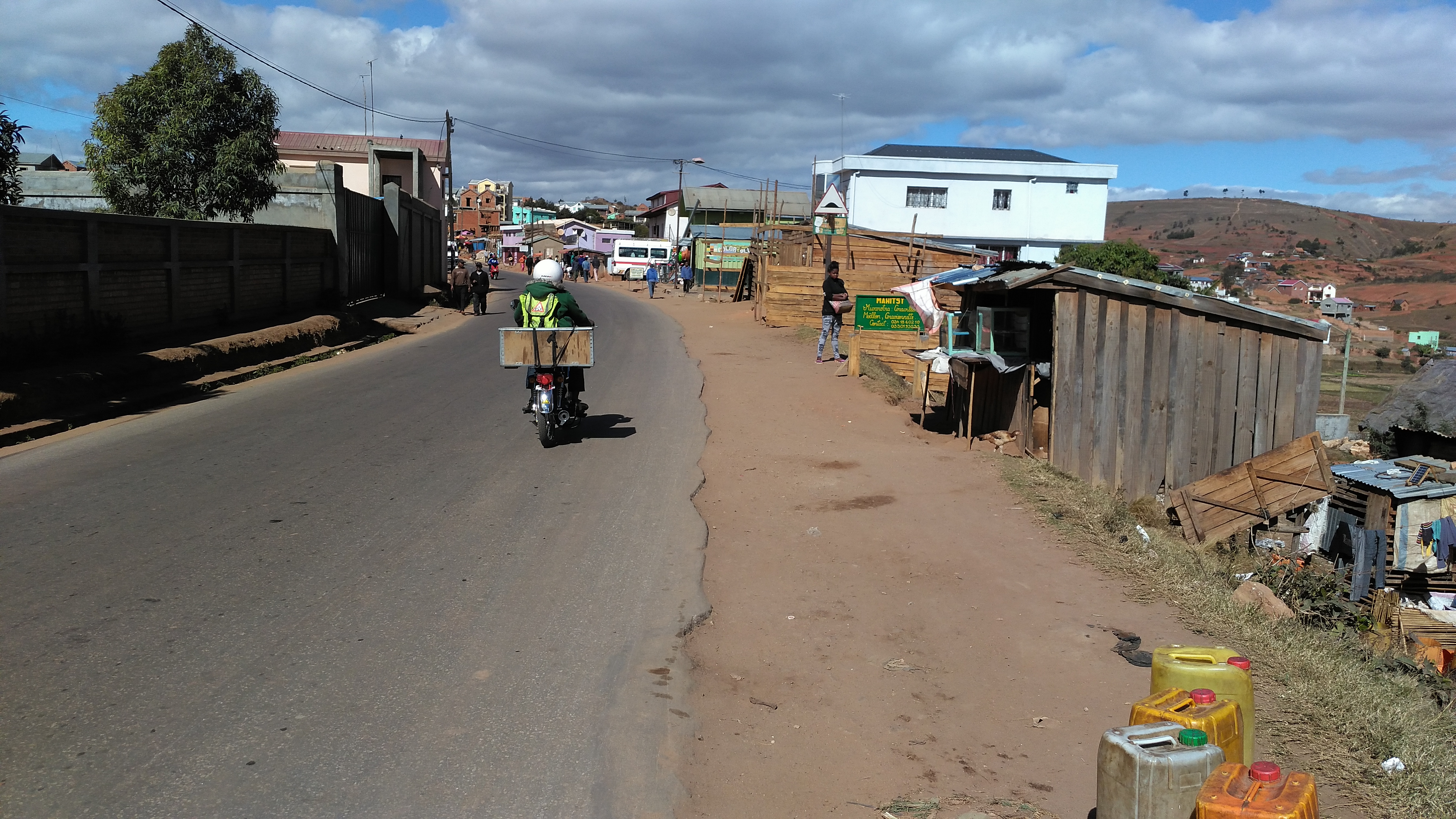
La N4 à Mahitsy.